# Истории Аркадии
«Истории Аркадии» (англ. Tales of Arcadia) — трилогия американских компьютерных анимационных научно-фантастических телесериалов, созданных Гильермо дель Торо для Netflix и произведенных DreamWorks Animation и Double Dare You. Сериалы, входящие в трилогию, рассказывают о жителях небольшого городка Аркадия, который тайно является домом для различных сверхъестественных существ и молодых героев, сражающихся с силами зла, скрывающимися в тени.
Первый сериал трилогии — «Охотники на троллей: Истории Аркадии», второй — «Трое с небес: Истории Аркадии», и третий — «Волшебники: Истории Аркадии» были выпущены по всему миру.
С момента своего выпуска франшиза получила хорошую прессу как амбициозный и раздвигающий границы мультсериал, а Трэвис Джонсон из Filmink назвал его «… лучшей детской анимацией со времен „Аватара: Легенда об Аанге“». Номинирован на девять Дневных премий «Эмми» в 2017 году, выиграв больше, чем любая другая анимационная или телевизионная программа в этом году. Трилогия также была номинирована на премию BAFTA, несколько Annie Awards, Golden Reel Awards, Saturn и дважды выиграла премию Kidscreen в категории «Лучший новый сериал» за первую и последнюю части «Охотники на троллей» и «Волшебники». Франшиза получила признание критиков за высококачественную компьютерную анимацию, мрачный, эмоциональный и зрелый тон и текст, озвучку, изображение латиноамериканцев и иммигрантов, темы идеологической войны, предрассудков, расизма, музыки и персонажей.
Шоу также породило несколько оригинальных детских книг и было адаптировано в серию графических романов Марка Гуггенхайма и Ричарда Гамильтона, выпущенных Dark Horse, и видеоигру под названием Trollhunters: Defenders of Arcadia, выпущенную для PlayStation 4, Xbox One, Nintendo Switch и Microsoft Windows.
В августе 2020 года было объявлено, что трилогия завершится полнометражным художественным фильмом «Охотники на троллей: Восстание титанов», который вышел на Netflix 21 июля 2021 года.